# Клондайкская золотая лихорадка

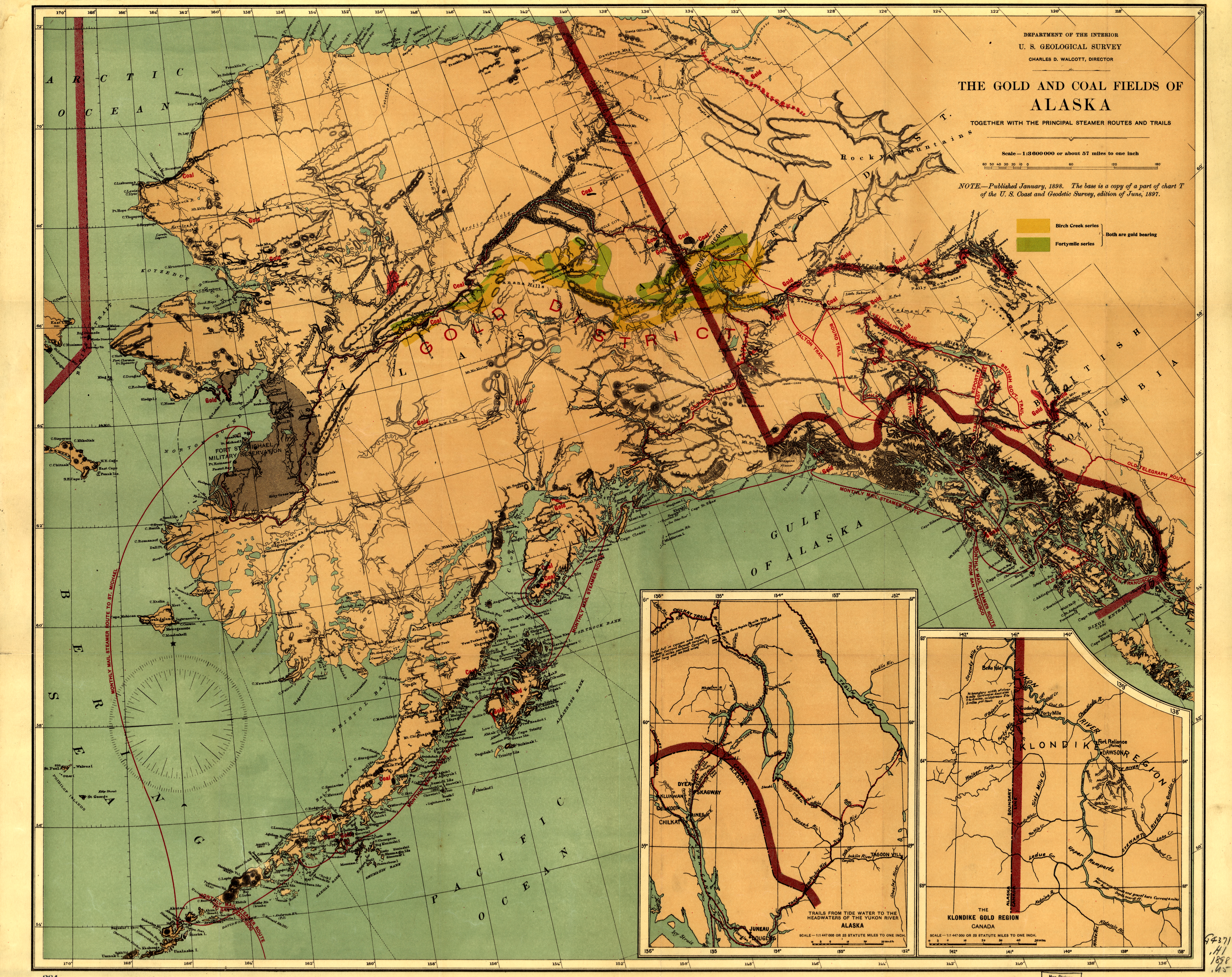
Карта Аляски и Британской Колумбии 1897 года с показанием месторождений золота.

Клондайкская золотая лихорадка (англ. Klondike Gold Rush) — неорганизованная массовая добыча золота в регионе Клондайк в Канаде и на полуострове Аляска в конце XIX века.
Лихорадка началась после того, как 16 августа 1896 года старатели Джордж Кармак, Джим Скукум и Чарли Доусон обнаружили золото на ручье Бонанза-Крик, впадающем в реку Клондайк. Новость об этом быстро облетела обитателей бассейна реки Юкон. Однако понадобился ещё год, чтобы информация достигла большого света. Золото не вывозилось до июня 1897 года, когда открылась навигация и океанские лайнеры «Экселсиор» и «Портленд» приняли груз из Клондайка. «Экселсиор» прибыл в Сан-Франциско 15 июля 1897 года с грузом на сумму около полумиллиона долларов, возбудив интерес публики. Когда через два дня «Портленд» прибыл в Сиэтл, его встречала толпа. Газеты сообщили о половине тонны золота, но это было преуменьшением, так как корабль перевёз более тонны металла.
В 1911 году 17 августа было объявлено на территории Юкона днём открытия (англ. Discovery Day). Со временем третий понедельник августа стал выходным днём. Основные празднества проходят в городе Доусон.

## Предыстория

### Золото в Британской Колумбии

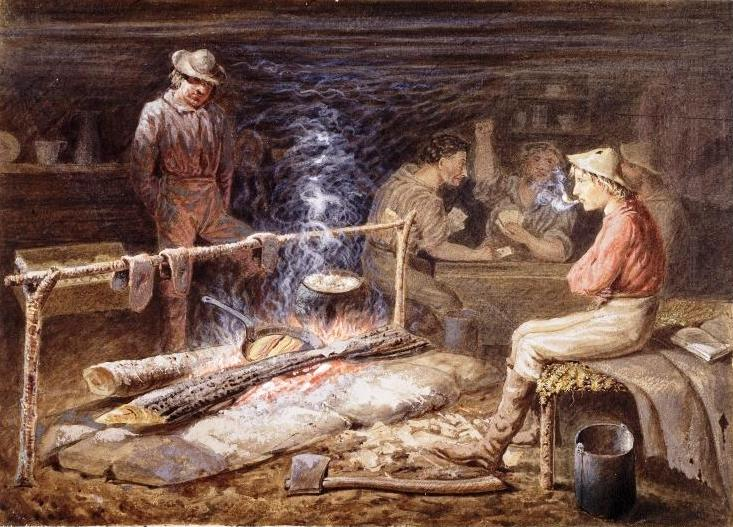
«Приготовление бекона», 1862 год. Картина неизвестного художника изображает внутреннее убранство хижины старателей на реке Фрейзер

Золото на реке Фрейзер в Британской Колумбии было обнаружено в начале 1850-х годов, в разгар калифорнийской золотой лихорадки. Несколько человек нашли золото между фортами Хоп и Йейл в то же самое время, когда в Калифорнии оно перестало быть доступным, и тысячи старателей отправились в поисках «нового Эльдорадо».
Джеймс Хьюстон, найдя золото и имея опыт встреч с индейцами в Калифорнии, прикрывался именем Компании Гудзонова залива, к которой коренное население было в основном лояльно. Между тем он был ограблен и в крайне тяжёлом состоянии добрался в форт Хоп. Весной 1857 года он начал поиск золота в ручьях около форта. Другим старателем был Фердинанд Буланже, родом из Квебека, который также прибыл в Британскую Колумбию из Калифорнии. Вместе с группой квебекцев и ирокезов он обнаружил золото на реке Фрейзер. Буланже показал индейцам, как определять металл, а сам обещал обменивать его на жевательный табак. Однако индейцы показали найденное золото Дональду Маклину, руководителю торговой миссии в форте. Тот рекомендовал индейцам не продавать золото белым людям, а найденные крупицы отправил своему начальнику Джеймсу Дугласу в Форт-Виктория, откуда оно потом было переправлено в штаб-квартиру западного отделения компании в Сан-Франциско.

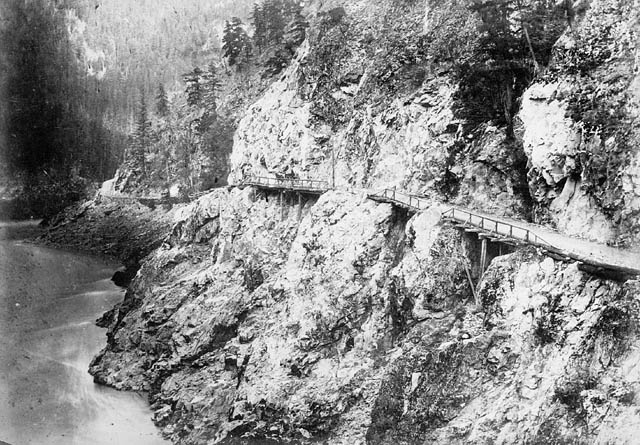
Дорога к приискам на реке Карибу, фото 1867 года

Весной 1858 года на берега реки Фрейзер начали прибывать старатели. В общей сложности прибыло около 30 тысяч золотоискателей в основном из США. Началось постепенное обследование всех ручьёв и притоков реки Фрейзер. В 1860 году в труднодоступном изолированном месте в горах Карибу золото было найдено на глубине от 2,5 м и ниже. На стандартном участке, обрабатываемом командой из трёх человек, добывалось до 3,5 кг золота в день. Это было самое богатое месторождение Британской Колумбии, на котором было добыто около половины всего золота провинции.
Джеймс Дуглас в Форт-Виктории сразу понял опасность наводнения региона старателями. Была вероятность, что территория может отойти под контроль американцев, и Дуглас написал письмо в Англию с просьбой действовать незамедлительно, что и было сделано. Правительство Великобритании отняло лицензию у Компании Гудзонова залива, которая владела до этого территорией на протяжении 21 года, и 22 августа 1858 года признало землю своей колонией.
Вместе с тем, исследуя все водные артерии региона, старатели постепенно продвигались на север. Золото неоднократно находили на озёрах, реках и ручьях севера Британской Колумбии и вспыхивали многочисленные стихийные лагеря добычи золота. В 1874 году лихорадка охватила горы Кассиар и достигла бассейна реки Юкон.

### Золото в бассейне Юкона
Торговцы мехом компании «Гудзонов залив» (Hudson’s Bay Company) основали в 1840-х годах четыре торговых поста на территории современного Юкона, а через несколько лет после них появилась одна или две религиозные миссии. Последующие пятьдесят лет присутствие европейцев на территории составляло только несколько человек. Золото в притоках реки Юкон торговцы обнаружили почти сразу, но они скрывали информацию, опасаясь конкуренции с золотоискателями, а также считая золотодобычу менее прибыльным бизнесом, чем торговля пушниной. Аналогичных взглядов придерживались миссионеры, которые полагали, что немногочисленные индейцы, проживающие на территории, не готовы к наплыву старателей.
Тем не менее, в 1874 году американцы Джек Маккуэстен и Алфред Мейо, зная о покупке Аляски Америкой, основали недалеко от современного Доусона торговый пост коммерческой компании Аляски Форт-Релайанс, среди торговых операций которой, кроме торговли пушниной, была продажа инвентаря для старателей за процент от найденного в будущем золота. Несмотря на то, что в первое время золото найдено не было, торговля продолжалась. Ситуация изменилась, когда в 1885 году было обнаружено золото на реке Стьюарт. Столкнувшись с небольшим бумом, компания закрыла часть отделений по торговле пушниной и сосредоточилась на товарах для старателей. В 1886 году из района было вывезено золота на 100 000 канадских долларов, что только увеличивало активность старателей. Золото на реке Стьюарт быстро закончилось, но ещё до этого удача старателям улыбнулась на реке Фортимайл.

#### Форти-Майл и Серкл-Сити

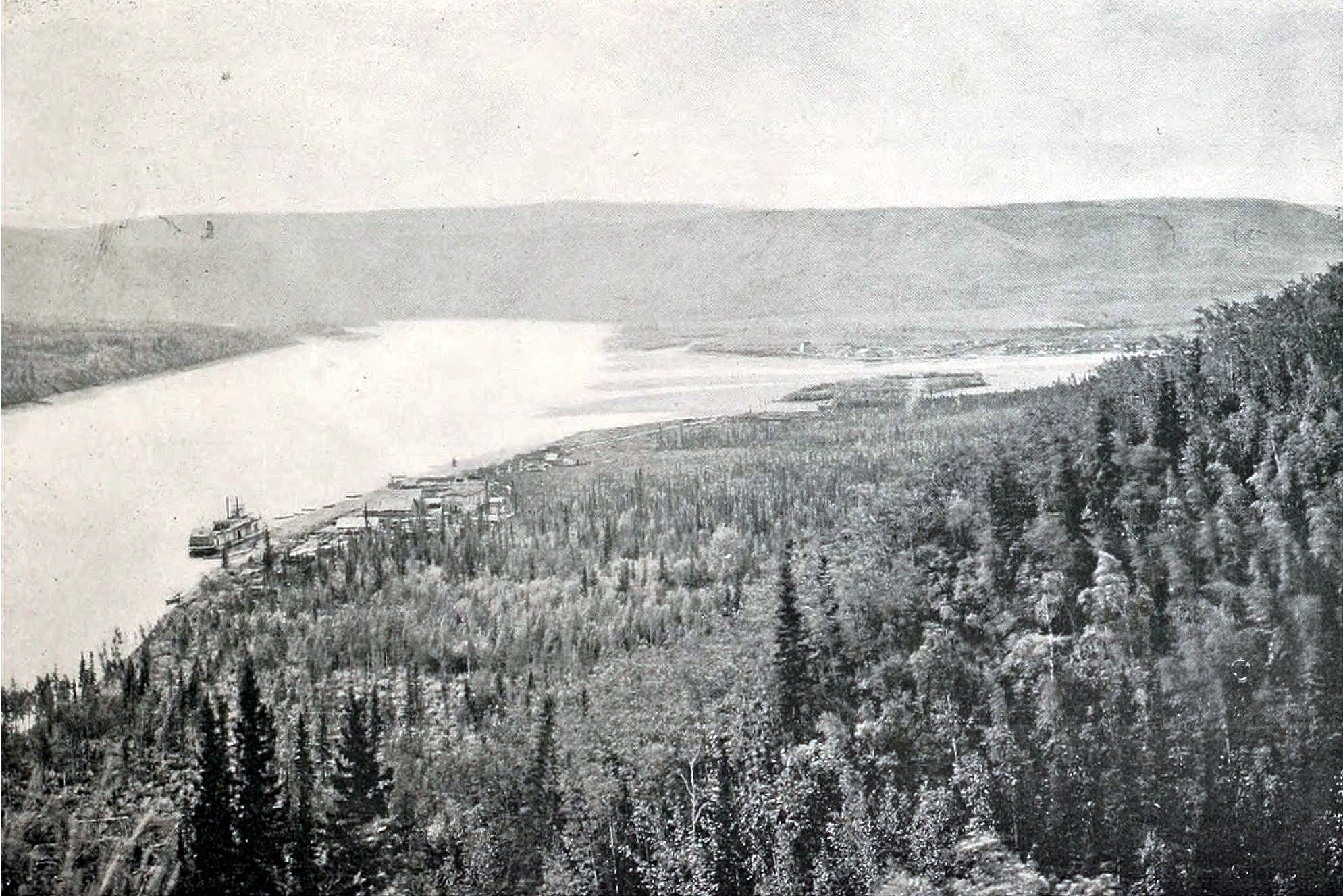
Река Фортимайл впадает в Юкон, фото 1897 года. На переднем плане около парохода расположен Форт-Кудахи, вдали виднеется Форти-Майл

Как и многие географические объекты региона, река Фортимайл («Сороковая миля») получила своё название по расстоянию от Форт-Релайанса — она впадает в Юкон в 40 милях вниз по течению. Артур Харпер предложил поискать золото в районе реки, и старатели обнаружили довольно крупные песчинки. Харпер понял, что как только новость достигнет пределов Юкона, в регион хлынут старатели, которым будет нечего есть. Он решил отправить сообщение в ближайший населённый пункт Дайи, расположенный по другую сторону перевала Чилкут. Вызвался доброволец и индейский проводник. Зимой они попали в буран и до пункта назначения добрался только индеец, который не смог описать, зачем был проделан столь сложный маршрут, он смог сказать только «Золото!».
Город Форти-Майл, первый город на территории Юкона, был основан зимой 1887 года, когда 160 человек поселились на территории индейцев хан, предшественников современных Трондёк-Хвечин. Город полностью зависел от поставок на пароходах по реке Юкон из Сент-Майкла, расположенного в устье реки. За лето пароход мог сделать только один рейс. Рейсы осуществлялись пароходом New Racket, принадлежащим коммерческой компании Аляски. Компания попробовала построить второй пароход, Arctic, но он не смог совершить даже первый рейс. Только в 1890 году пароход начал регулярную работу, что позволило большему количеству людей оставаться в городе на зиму (до этого провианта хватало только на 100 человек).
В 1895 году в районах Фортимайл и Сикстимайл (60 миль вверх по течению) было добыто золота на 400 000 долларов. К тому времени в городе проживало около 1000 старателей, в основном — американцев. Епископ Бомпас основал в городе миссию Бакстон, а также написал два письма в Оттаву, выражая недовольство потерей морали среди золотоискателей, что оказывает негативное влияние на индейцев. Примерно в то же время в город прибыл Джон Хили и основал торговый пост Северо-Американской торгово-транспортной компании (англ. North American Trading and Transportation Company), названный Форт-Кудахи (англ. Fort Cudahy), на противоположном берегу реки Фортимайл. Хили основал компанию в Чикаго, его основной целью была торговля в Юконе и на Аляске, он собирался составить конкуренцию коммерческой компании Аляски.
В городе были салуны и магазины, библиотека и шекспировский клуб, оперный театр с труппой из Сан-Франциско и табачная фабрика. В салунах по цене 50 центов за рюмку можно было купить в сезон — разбавленный виски, а остальное время — хутчину (hootchinoo), напиток, который готовился из мелассы, сахара и сушённых фруктов и подавался горячим. Другое название напитка — Forty Rod Whiskey, так как, по словам Пьера Бёртона, он был способен убить с такого расстояния. Именно в Форти-Майле находился канадский офис по регистрации участков золотодобычи.
В то же время у города Форти-Майл появился конкурент. Золото было найдено на территории Аляски в округе Бирч-Крик. Новый город старателей носил название Сёркл-Сити, так как был расположен точно на полярном круге. Многие старатели покинули Форти-Майл, чтобы перебраться в Сёркл-Сити. Там же открыл свои магазины Маккуэстен, который продолжал ссужать золотоискателям товары в счёт будущих находок, чего не делал Хили в Форт-Кудахи. К 1896 году в городе, названном «Парижем Аляски» (англ. the Paris of Alaska) проживало около 1200 человек (по другим данным 700), в нём было два театра, музыкальный салон, восемь танцплощадок и 28 салунов.

## Течение золотой лихорадки
К 1896 году основная добыча велась на реках Фортимайл и Сикстимайл. Первая впадала в Юкон в 40 милях вниз по течению от Форт-Релайанса, на ней стоял город Форти-Майл, вторая впадала в Юкон в 60 милях вверх по течению от Форт-Релайанса и на ней был расположенный маленький торговый пост, названный в честь геодезиста Уильяма Огилви, определившего границу между Аляской и Канадой. Торговый пост управлялся Жозефом Ладу (Joseph Ladue), который более успешно торговал для старателей, чем добывал золото сам. Между населёнными пунктами было два притока Юкона: Индиан-Ривер располагался в 30 милях вверх по течению от Форти-Майл, Тшондэк ещё в тридцати. Тшондэк, в переводе с языка местных индейцев «Вбитая вода» (англ. Hammer Water), получил своё название от столбов, которые индейцы вбивали в дно реки для установки ловушек на лосося. Европейцы не могли правильно произносить название реки и упростили его до Клондайк.

### Начало лихорадки: Первое золото Клондайка

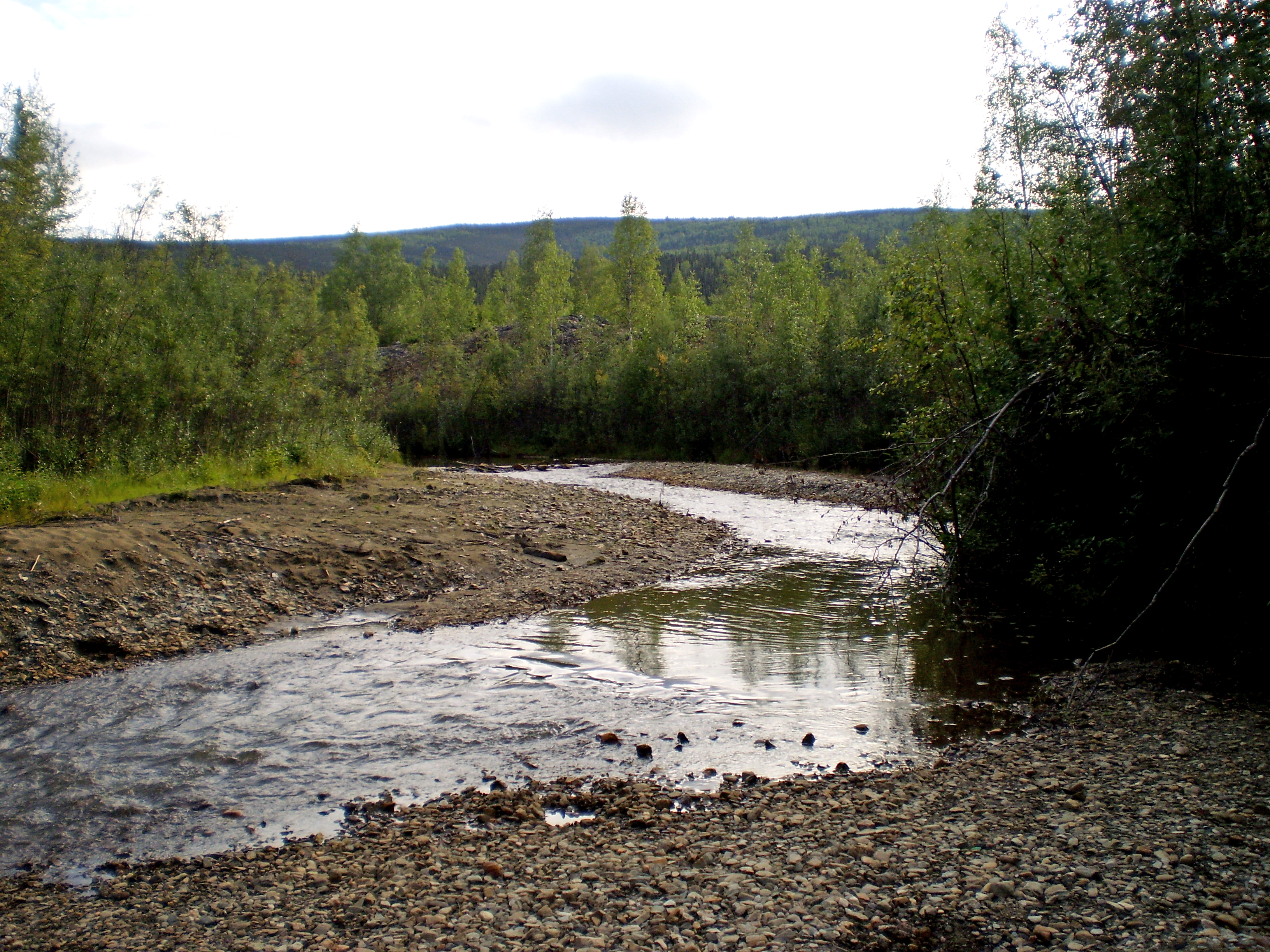
Участок Дискавери на ручье Бонанза-Крик, фото 2005 года

Когда в регионе появился Роберт Хендерсон, Ладу уже пробовал искать золото на Клондайке, но не нашёл его, поэтому он предложил осмотреть притоки Индиан-Ривер. Исследуя реку, Хендерсон перешёл на северный берег и поднялся на холм. С холма несколько ручьёв бежало на север, в том числе Рэббит-Крик (англ. Rabbit Creek). Хендерсон решил проверить этот поток. Спустившись пониже и промыв породу, он сразу обнаружил большое количество золота. Хендерсон назвал это место «золотым дном» (англ. Gold Bottom) и смог найти троих человек, чтобы продолжать работу на ручье.
Летом 1896 года Хендерсон отправился к Ладу, чтобы восстановить запасы продовольствия и материалов. По дороге он рассказывал про золото в ручье, который получил название Бонанза-Крик. На обратном пути он встретил Джорджа Кармака, его жену, индианку племени тагиш, Кейт Кармак с дочкой, её брата Джима Скукума и племянника Чарли Доусона.

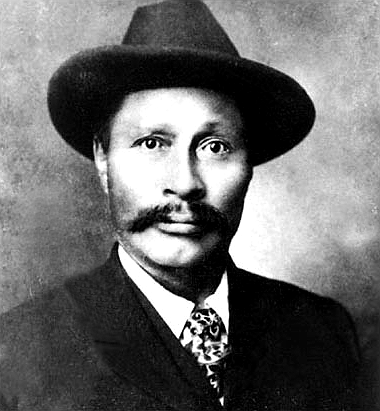
Джим Скукум

Хендерсон, который недолюбливал индейцев, рассказал Кармаку про золото, но просил не приводить туда своих друзей. Новость не заинтересовала Кармака, но привлекла внимание Скукума, который хотел стать старателем. В итоге Кармак, Скукум и Доусон добрались до золотого дна и попробовали помыть золото там, но потом отошли вниз по течению, где в Рэббит-Крик впадал текущий с юга ручей. Остаётся неясным, кто нашёл первый самородок. Каждый из участников рассказывал свою версию случившегося. Золото весило около четверти унции и стоило по тем ценам 4 доллара. Вскоре они полностью заполнили золотом чехол от винчестера. Это было 16 августа 1896 года. Позднее ручей получил название Эльдорадо.
По закону каждый из группы мог взять один участок, первооткрывателю полагался дополнительный участок (участок Дискавери). Кармак застолбил два участка для себя и по одному для Скукума и Тагиша. Теперь группе предстояла дорога в Форти-Майл, где они должны были зарегистрировать участки. В офисе Кармаку не поверили, и ему пришлось продемонстрировать полный золота оружейный чехол.
До конца августа многие пригодные участки в районе были застолблены. 5 сентября пароход коммерческой компании Аляски Alice доставил старателей из Форти-Майл на Клондайк. Вскоре после этого свободной земли не осталось вовсе. Далеко не все верили в удачу и осознавали, что они нашли золотую жилу. Многие перепродавали свои участки, другие, будучи уже на Клондайке, не решались начать добычу и возвращались, третьи, добравшись до Форти-Майла, отказывались ехать дальше. Кармак менее чем за месяц добыл золота на 1400 долларов, но и он предпочитал работу у Ладо.

### Развитие событий
15 декабря первые письма с новостями о Клондайке достигли Сёркл-сити. Поначалу там не воспринимали эту информацию, но когда даже самые уважаемые старатели, среди которых был Фрэнк Денсмор (Frank Densmore), чьим именем в то время была названа гора Мак-Кинли, подтвердили факты в своих письмах, в городе поверили.
Осенью 1896 года Уильям Огилви, обеспокоенный развитием событий, пытался предупредить Оттаву. Он отправил два письма с попутчиками, которые, несмотря на тяжелейшие условия, достигли цели. Однако в столице им не придали значения. Зимой ситуация с участками окончательно запуталась, были неясны границы участков и их владельцы. Уильям Огилви, который в это время занимался геодезическими работами в городе Доусон, взялся за повторное измерение при условии, что его решение будет окончательным. В середине июня следующего года Огилви отправил с почтой краткий отчёт, в котором указал, что по его данным за зиму было добыто золота на сумму 2,5 миллиона долларов.

### Конец лихорадки: Золото на Аляске

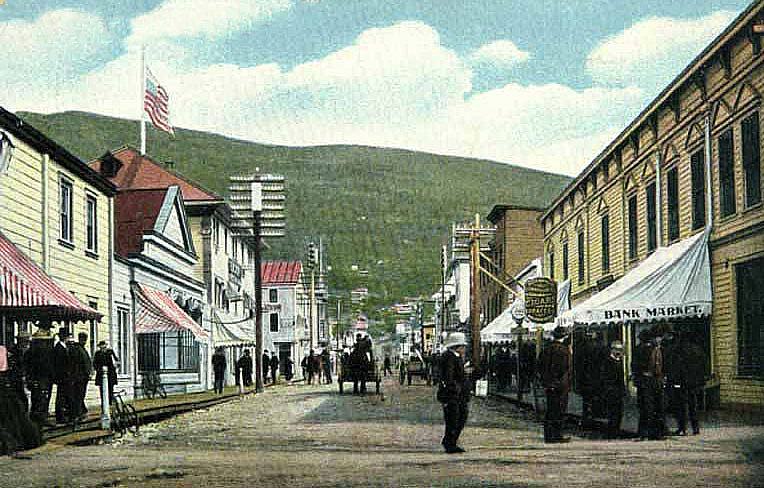
alt = Город Доусон в 1899 году. Современные дома, конные повозки и телеграфные линии на улице.

К 1899 году была протянута телеграфная линия от Скагуэя, Аляска, в Доусон-Сити, Юкон, обеспечивавшая мгновенную международную связь. В 1898 году было начато и в 1900 году закончено строительство железной дороги от Скагуэя до Уайтхорса через перевал Уайт, и тропа через перевал Чилкут потеряла своё значение. Несмотря на эти улучшения в коммуникациях и транспорте, с 1898 года ажиотаж прекратился. Это началось летом 1898 года, когда многие старатели, прибывшие в Доусон-Сити, оказались не в состоянии зарабатывать себе на жизнь и уехали домой. Для тех, кто остался, заработная плата на случайной работе, пониженная из-за большого количества работников, упала до 100 долларов (2700 долларов в современных ценах) в месяц к 1899 году. Мировые газеты тоже начали поворачиваться против Клондайкской золотой лихорадки. Весной 1898 года Испано-американская война удалила Клондайк из заголовков. «А, иди в Клондайк!» стала популярной фразой отвращения. От товаров бренда Klondike приходилось избавляться по специальным ценам в Сиэтле.

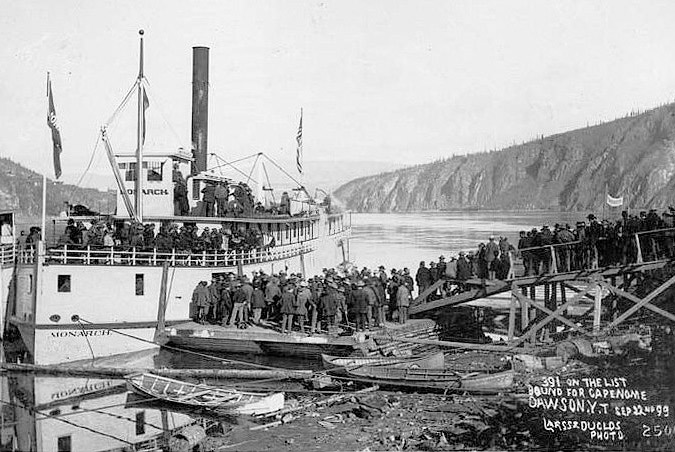
Люди уезжают из Доусон-Сити в Ном, Аляска сентябрь 1899 г.

Ещё одним фактором упадка стало изменение в Доусон-сити, которое развивалось в течение 1898 года, превращаясь из ветхого, хотя и богатого, быстро развивающегося города в более спокойный, консервативный муниципалитет. Были представлены современные предметы роскоши, включая «цинковые ванны, пианино, бильярдные столы, брюссельские ковры в гостиничных обеденных залах, меню, напечатанные на французском языке, и пригласительные шары», как отмечает историк Кэтрин Уинслоу. Посетивший Доусон сенатор Джерри Линч сравнил недавно вымощенные улицы с элегантно одетыми жителями Стрэнда в Лондоне. Доусон-сити больше не был привлекательным местом для многих старателей, привыкших к более дикой жизни . Даже некогда беззаконный городок Скагуэй стал респектабельным к 1899 году.
Последним спусковым крючком, однако, стало открытие золота в других местах в Канаде и на Аляске, вызвавшее новую золотую лихорадку, на этот раз вдали от Клондайка. В августе 1898 года золото было найдено в озере Атлин в истоке реки Юкон, вызвав шквал интереса, но зимой 1898—1899 годов были обнаружены гораздо большие количества в Номе в устье Юкона. В 1899 году поток старателей со всего региона ушёл в Ном, 8000 из одного только Доусона за одну августовскую неделю. Клондайкская золотая лихорадка закончилась.

## Транспортные маршруты

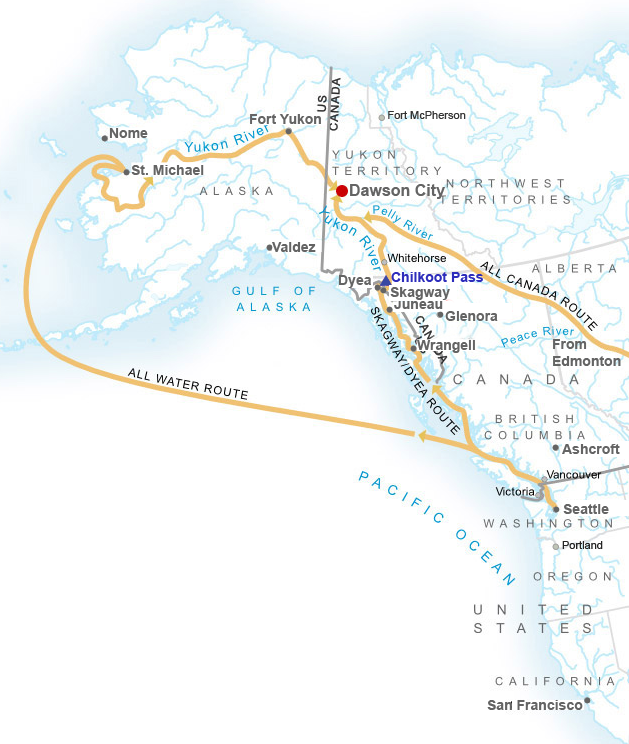
Транспортные маршруты

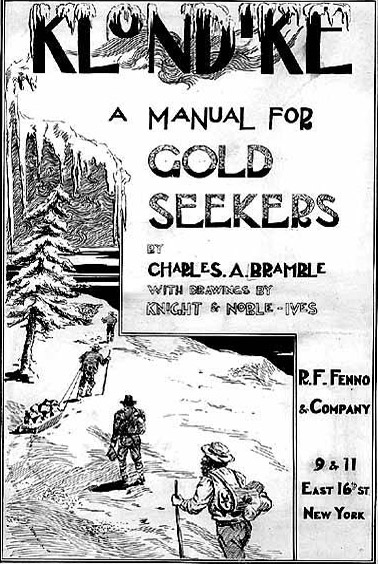
Справочник для золотоискателей, 1897 год

С началом золотой лихорадки различными издательствами был издан ряд брошюр с подробными картами местности, некоторые из них были далеки от реальности. Существовало три основных маршрута, по которым золотоискатели добирались до Клондайка. Самым популярным был маршрут из Сиэтла через Ванкувер по побережью до Дайи или Скагуэя, затем один из перевалов Чилкут или Уайт, и далее через пороги Уайтхорс вниз по реке Юкон. Кроме того, существовал водный путь: из Сиэтла по морю до устья реки Юкон в Сент-Михаиле и затем вверх по течению реки; а также канадский маршрут: Эдмонтон, реки Маккензи и Пелли до впадения в Юкон.
В 1898 году было начато и в 1900 году закончено строительство железной дороги от Скагуэя до Уайтхорса через перевал Уайт.

### Основной маршрут

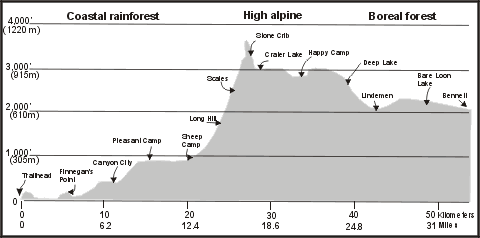
Профиль перевала Чилкут

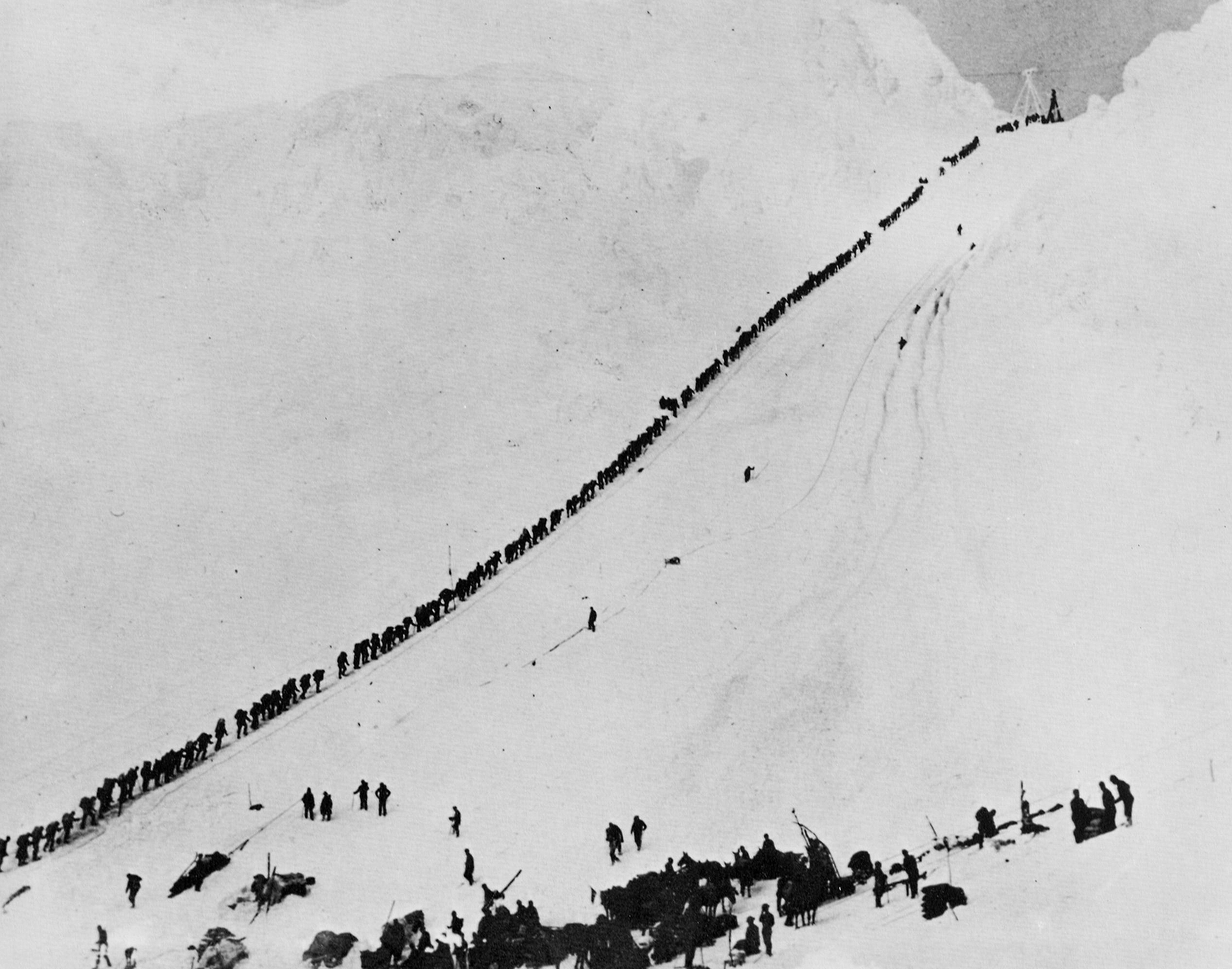
Старатели преодолевают перевал Чилкут

Маршрут также назывался Джуно и преодолевался с использованием различных видов транспорта. Путешествие из Сиэтла начиналось 900-мильным переходом по океану до порта Джуно (4 дня). Из Джуно маршрут лежал на северо-запад, где после 100 миль по морю начинался длинный и узкий канал Lynn, на котором был расположен населённый пункт Дайи. Из него начиналась тропа протяжённостью 32 мили (из них первые 12 или 18 можно было преодолеть на лошади) к перевалу Чилкут высотой 3350 футов.
Джордж Холт был первым белым человеком, который преодолел перевал Чилкут в 1878 году. Он добыл небольшое количество золота, но намного важнее является тот факт, что он прошёл по перевалу обратно, не зная, что индейцы чилкут (тлингиты) охраняют его от посторонних. Ему посчастливилось остаться в живых. В 1880 году американские военные заключили договор с тлингитами об использовании перевала Чилкут в горах Аляски и Британской Колумбии. В 1880 году перевалом воспользовалось 50 старателей, по столько же в 1882 и 1883 годах, ещё 75 старателей преодолели перевал в 1884 году, часть старателей проводили в Форт-Релайансе и зимы. В 1885 году, когда золото было найдено на реке Стьюарт, перевал преодолело 200 человек. Перевал открывал доступ к озеру Линдеман и реке Льюис (так раньше называлось верхнее течение реки Юкон) и вскоре стал основным маршрутом старателей.
С началом золотой лихорадки перевал Чилкут стал самым популярным маршрутом и не мог вместить всех желающих преодолеть горы. В 1897—1898 годах его преодолело по разным оценкам от 20 до 30 тысяч человек. В качестве альтернативных вариантов выступили перевалы Чилкат и Уайт.
Дайи и Скагуэй устроили своего рода соревнование: через какой перевал пройдёт больше старателей. После того как весной 1898 года на перевале Чилкут прошла серия лавин, многие старатели поспешили отправиться в Скагуэй.
После перевалов начинался водный путь по рекам и озёрам Юкона. Финальная часть маршрута стартовала на озере Беннетт и включала 600 миль вниз по течению до Доусона. Обычно на озере строилась лодка, способная выдержать четырёх человек и 4 тысячи фунтов продовольствия.
Юкон особенно бурный в каньоне Майлс (Miles Canyon), который находится на реке Юкон в двух днях пути от озера Беннет и заканчивается порогами Уайтхорс. Общая протяжённость каньона — три мили. Во время золотой лихорадки на каньоне работали люди, которые переправляли лодки через пороги. Джек Лондон сообщает, что пороги собирали с проезжающих «богатую дань мертвецами».

### Водный путь

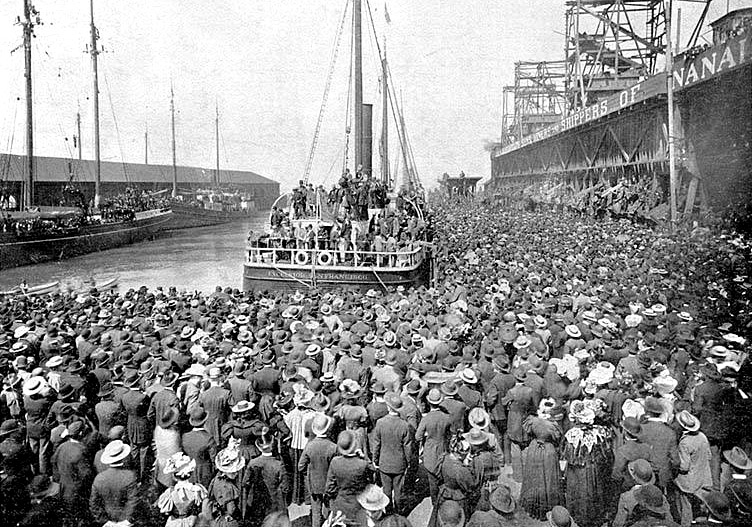
Пароход Excelsior отправляется из Сан-Франциско в Клондайк 28 июля 1897 года

В 1882 году, ещё до начала лихорадки Эд Шеффелин (Ed Schieffelin) впервые использовал водный маршрут, достигнув устья реки Юкон в Беринговом море и отправившись оттуда вверх по реке. Шеффелин был состоятельным человеком из Аризоны, разбогатевшим на серебряных приисках. Он собирался повторить свой успех на Аляске. Он полагал, что золотосодержащий пояс пересекает там долину реки Юкон, и планировал найти это место. Шеффелин с командой добрался до устья реки и отправился вверх по течению, проходя по реке заброшенные форты Русской Америки и индейские кладбища. Шеффелин добрался до холмов Лоуэр-Рампартс (Lower Ramparts) и нашёл там немного золота. Однако он решил, что добыча золота невозможна в таких тяжёлых природных условиях, и вернулся обратно. Уильям Огилви, который занимался исследованием событий на реке Юкон в конце XIX и начале XX веков, утверждает, что информации о том, как далеко Шеффелин поднялся по реке Юкон, не сохранилось.
Когда в 1897 году на Клондайк направился целый поток старателей, водный маршрут от Сиэтла до Доусона составлял около четырёх с половиной тысяч миль. Океанское путешествие начиналось в Сиэтле, после 1800 миль на запад, по направлению к Японии, корабль преодолевал Алеутские острова через пролив Унимак с остановкой в Уналашке. Затем корабль поворачивал на север, к Берингову морю и маленькому населённому пункту Сент-Михаил в устье реки Юкон. Общая протяжённость океанского маршрута составляла по разным источникам от 2725 до 3000 миль и занимала 15 дней пути. Далее маршрут лежал вверх по реке Юкон. В период навигации расстояние 1298—1700 миль преодолевалось на пароходе за 15-20 дней, а зимой — на собачьих упряжках по замёрзшей реке. Путь проходил через населённые пункты Kutlik, Andreafski, Holy Cross, Koserefky, Anvik, Nulato, Novikakat, Tanana, Форт Юкон, Серкл-сити, Сороковая миля, Доусон.

### Канадский маршрут
Путешествие во внутренней части Канады проходило по долинам рек Пис и Маккензи на север, а потом на юго-запад по реке Пелли. Маршрут также носил название эдмонтовского. Впервые в поисках золота его совершил Артур Харпер (Arthur Harper), преодолев 2000 миль и добравшись до среднего течения Юкона в 1873 году. Харпер полагал, что если золото находят и в Калифорнии, и в Британской Колумбии, то оно должно быть и дальше на севере, а именно в бассейне реки Юкон. Харпер вместе с четырьмя попутчиками решил совершить путешествие по старому маршруту торговцев пушниной. Информации о пути следования было крайне мало, документы Компании Гудзонова залива, которые могли содержать полезные сведения, не публиковались.

## Управление территорией
До прихода Северо-Западной конной полиции в 1895 году территория была практически американской. Город Форти-Майл получал товары из США без оплаты таможенных сборов, почта работала с американскими марками. Управление городом находилось в руках самих старателей, они устанавливали наказание для воров и предупреждали торговцев спиртными напитками от совершения сделок с коренным населением.
Многие канадские авторы делают противопоставление американской и канадской систем управления территорией, которые проявились после определения границ. Канадская система управления подразумевала жёсткий контроль и абсолютную власть комиссара по золоту. Она была выработана на опыте золотых лихорадок в Британской Колумбии и включала определённый и неизменный свод законов. Американская система была намного более демократичная. Решения принимались большинством голосов на встречах старателей, традиция созыва которых пришла ещё из Калифорнии. В каждой местности были свои правила.

### Определение границы
В 1825 году Компания Гудзонова залива и Российско-американская компания достигли соглашения о разделе торговых территорий на Аляске. Основным документом являлось соглашение между Россией и Великобританией, подписанное 28 февраля 1825 года. По этому соглашению граница определялась от южной точки острова принца Уэльского, вдоль по проливу, до суши на 56-м градусе северной широты. Оттуда по хребту гор параллельно берегу до 141-го градуса западной долготы и далее на север до Северного Ледовитого океана. Установленные в соглашении границы было крайне тяжело демаркировать физически, поэтому долгое время точные границы не были отмечены. Только в 1883 году лейтенант американской армии Фредерик Сватка установил приблизительное положение 141-го меридиана. Он ошибся на несколько километров. Более точные выкладки были проведены геодезической партией Уильяма Огилви в 1888 году и подтверждены позднее специальной комиссией.
Поначалу американцы полагали своей территорию вплоть до озера Беннет. Причиной тому было двусмысленное определение границы, отсчитываемой от изрытой фьордами береговой линии. В 1895 году было американо-канадской совместной комиссией принято компромиссное решение о прохождении границы. Так как большинство жителей были американцы, для всей территории установилось название Аляска, хотя оно не отражало действительное административное положение. После визита Огилви была достигнута договорённость называть новые торговые посты и населённые пункты на канадской территории в честь представителей канадских властей, а на американской — в честь американских. Предпочтение отдавалось официальным лицам, побывавшим на месте событий.
Кроме того, на озере Беннет располагался пост Тагиш, построенный в сентябре 1897 года, который служил таможней и для многих определял границу. Когда Северо-Западная конная полиция поставила посты на перевалах Уайт и Чилкут, а также стала собирать таможенные пошлины, многие были недовольны и собирались с оружием отстаивать американские права на землю.

### Канадская территория
После образования округа Юкон в 1895 году управление регионом полностью находилось в руках комиссара территории, который подчинялся министру внутренних дел Канады. Регулирование золотодобычи не входило в круг обязанностей комиссара. На территории округа работало три судьи и один полицейский магистрат. Их зарплата составляла 10 000 и 6700 долларов в год соответственно. Порядок в округе поддерживала Северо-Западная конная полиция.

#### Северо-Западная конная полиция

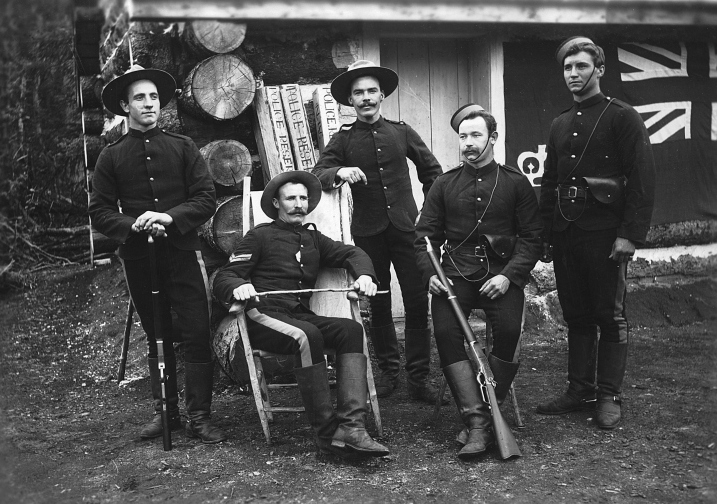
Северо-Западная конная полиция на перевале Чилкут в лагере Плезант, фото 1898 года

Стараниями епископа Бомпаса и торговца Джона Хили в Форти-Майл было направлено два представителя Северо-западной конной полиции: инспектор Чарльз Константин и сержант Чарльз Браун. За несколько недель пребывания в городе они подтвердили права Канады на территорию и собрали таможенных сборов на сумму около 3200 канадских долларов.
Инспектор Константин настаивал на отряде из 40 человек, однако ему было выделено только 20. В июле 1895 года инспектор Константин с отрядом вернулся в Форти-Майл. Первый год они занимались в основном строительством форта Константин. Впервые применить силу им пришлось в 1896 году, когда у них потребовали зарегистрировать участок, полученный насильственными методами. Отряд из двенадцати вооружённых представителей полиции совершил марш длиной 48 км и вернул участок законным владельцам.
Вместе с тем присутствие инспектора Константина в самом начале лихорадки позволило Северо-Западной конной полиции оперативно отреагировать на развитие событий в регионе и предупредить Оттаву. Уже 12 июня 1897 года прибыл дополнительный отряд из 20 человек, возглавляемый инспектором Скартом (Scarth), а в октябре того же года к ним присоединился новый комиссар, Джейм Морроу Уолш с отрядом. К моменту появления основных потоков старателей отряды полиции, вооружённые винтовками винчестер и пулемётами Максим, были готовы охранять границу и взимать таможенные сборы в двух опорных пунктах на перевалах Чилкут и Уайт.

#### Регулирующие акты

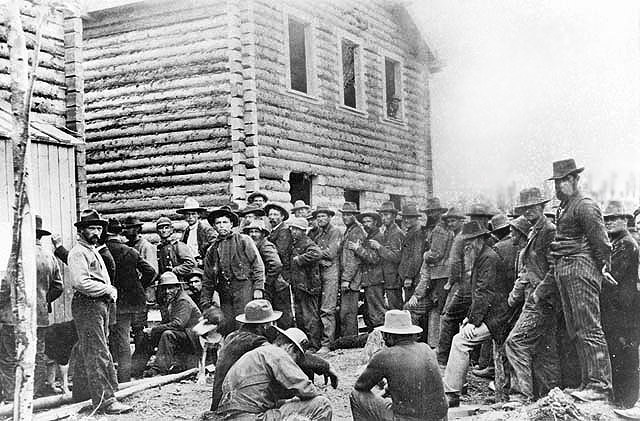
Старатели ожидают открытия офиса по регистрации участков

Канадские законы в области добычи золота были выработаны ещё во время золотых лихорадок в Британской Колумбии. За их выполнением следила Северо-Западная конная полиция. По этим законам определялись округа золотодобычи по каждому водному потоку. В рамках каждого округа золотоискатель мог зарегистрировать только один участок земли. Исключение составлял первооткрыватель, которому разрешалось зарегистрировать дополнительный участок. Длина участка составляла 500 футов вдоль течения реки, ширина определялась от вершины холма на одном берегу до вершины холма на другом берегу.
Вскоре после того, как было обнаружено первое золото Клондайка, законы ужесточили. Весь регион был признан единым округом, и старателю полагалось не более одного участка на всём Клондайке. Также по новым правилам участки, которые не были оформлены в течение 60 дней, открывались для повторной регистрации.

### Американская территория
Управление Аляской находилось в руках губернатора штата, общественными работами руководил федеральный офицер, подчиняющийся непосредственно Вашингтону. В юридическом плане Аляска являлась частью девятого судебного округа США, который включал также штаты Аризона, Калифорния, Айдахо, Монтана, Невада, Орегон, Вашингтон и Гавайи. Ближайшие судьи жили в Калифорнии и Орегоне.
На Аляске решения принимались на собрании старателей большинством голосов. Голосование проводилось поднятием рук. В Серкл-сити первый год не было ни шерифа, ни суда, ни тюрьмы. По словам Пьера Бертона, известного канадского журналиста и историка, автора ряда книг о Клондайкской золотой лихорадке, американское правительство считало такие собрания законными. Он приводит в пример собрание, признавшее невиновным Джима Кронистера, совершившего убийство в целях самообороны. Вердикт был отправлен в Вашингтон и подтверждён там.
Вместе с тем, после того как в городе появились салуны и в них стали проводиться собрания, они сильно деградировали.

## Способы добычи золота

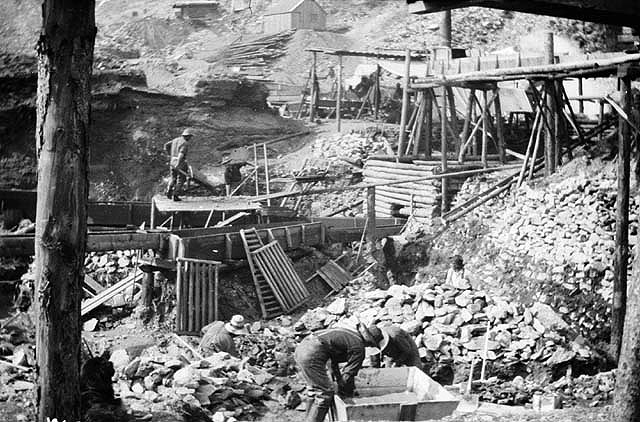
Старатели за работой

На Клондайке было рассыпное золото и для его добычи не требовалось особого снаряжения, достаточно было лопаты и лотка. Многие так и мыли лотками песок в ручьях Клондайка и не пытались искать золото на суше. Те же, кто хотел исследовать породу, столкнулись с вечной мерзлотой. По этой же причине на Клондайке для добычи золота не применялись гидравлические машины, которые до этого широко использовались в Калифорнии.
До открытия Клондайка многие и не представляли, что золото можно добывать зимой. Вместе с тем ещё осенью 1896 года ряд старателей начали копать шахты. Они оттаивали мёрзлый грунт с помощью костров. Луи Родес (Louis Rhodes) достиг породы на глубине 15 футов 3 октября. С первого же раза он попал на золотую жилу — среди глины и камней были видны золотые прожилки. После этого все старатели принялись оттаивать грунт и копать землю. По словам Пьера Бертона, Клондайк был весь в кострах и напоминал ад («the valleys looked like the inferno itself»). За ночь грунт протаивал на 8—14 дюймов, в течение дня оттаявший грунт убирался, а затем процедура повторялась.
В условиях вечной мерзлоты раскопки были очень тяжёлыми, что усугубилось наступившей зимой. В это время старатели искали методы более эффективного таяния грунта. Основными идеями было использование пара, а также поджог с помощью сырой нефти или газа. Основными плюсами при использовании газа была большая эффективность и мобильность, но газ стоил намного больше дров, которые нужны для паровой машины, поэтому использование пара считалось более адекватным. Кроме того, после проведения проверок оказалось, что действие газового огня очень медленно и локально. Таким образом, на Клондайке начали работать машины, которые отправляли несколько струй пара в грунт под очень сильным напором.
Финальная стадия работы с породой проходила одним из двух способов. Первый способ, ручной, представлял собой работу с ручным лотком, обычно железным или медным. Лоток с породой опускался в речной поток, старатели совершали круговые движения лотком, стремясь создать в нём завихрения. Тяжёлые породы, среди которых было и золото, опускались на дно. Пустая порода аккуратно сливалась из лотка, а остатки с золотом помещались в бочку с водой и ртутью (около одного-двух фунтов на бочку воды). Золото образовывало соединение с ртутью, которое затем пропускалось через оленью шкуру. Через шкуру проходила ртуть, пригодная для дальнейшего использования, а оставшееся золото помещалось в реторту или просто на солнце для дальнейшего испарения ртути.
Второй метод заключался в использовании стационарного лотка сложной конструкции. Лоток был три фута длиной и два фута шириной и состоял из двух частей. Верхняя часть представляла собой железный лист с отверстиями диаметром примерно четверть дюйма. Крупные самородки оставались на этом уровне лотка. Нижняя часть представляла собой ящик для сепарации с наклонными бороздками. Конструкция устанавливалась на прочной основе в зоне прямого доступа к воде. После того как порода помещалась в лоток, старатель добавлял в него воды одной рукой, а другой качал конструкцию. Золото оставалось в бороздках, а песок и пустая порода вытекали из лотка. В самой нижней части лотка для предотвращения вымывания мельчайших крупиц золота помещалась ртуть. В любом случае для финальной стадии была нужна ртуть. Зимой старатели часто оставляли её на улице вместо термометра. Если утром ртуть была замёрзшая, они считали, что на улице слишком холодно, и не работали в тот день.
До начала золотой лихорадки рассматривался вопрос о добыче золота драгами. Однако из-за тяжёлого маршрута через Сент-Михаил, который не позволил бы драге начать работать в том же сезоне, такой способ добычи посчитали невыгодным. Золото Клондайка заставило пересмотреть отношение к этому вопросу и в 1898 году в регионе появилась первая драга. Материалы для строительства драги были доставлены к озеру Беннет, а оттуда драга спустилась на реку Биг-Салмон. Строители драги по различным обстоятельствам не смогли ей воспользоваться, и она досталась группе старателей в нижнем течении Бонанза-Крик. У них драга обработала участок за два года, несмотря на мёрзлый грунт.

## Социальная обстановка
Вся социальная активность региона была сосредоточена в городе Доусоне. Пока остальные регистрировали участки для добычи золота, Жозеф Ладу взял себе участок на слиянии рек Юкон и Клондайк в 6 милях от Форт-Релайанса. Он перенёс на участок лесопилку из Огилви, построил склад и около него маленькую хижину для себя. Новый населённый пункт Ладу назвал Доусоном в честь руководителя партии геодезистов Джорджа Доусона. К середине зимы вокруг построек сформировался город, в котором в дефиците было практически всё, кроме золота, которое стало самым дешёвым товаром. Соль продавалась по цене золота один к одному, одна корова стоила 16 тысяч долларов, одно куриное яйцо — доллар.
Многие старатели знали друг друга задолго до появления в регионе, они встречались на золотых приисках в Айдахо, Колорадо и других местах. 1 декабря 1894 года, ещё до того как было найдено золото Клондайка, в Форти-Майле была создана ассоциация старателей (Miner’s Association), позднее ставшая орденом пионеров Юкона (англ. Yukon’s Order of Pioneers). В ассоциацию принимались старатели, приехавшие в регион до 1888 года. Организация устанавливала законы в местах золотодобычи, первым из которых был «Do unto others as you would be done by», ставший девизом братства. Члены братства давали обязательство помогать друг другу в нужде и делиться информацией о разведанном золоте. В первый день членами ассоциации стало 24 человека во главе с первым президентом Джеком Маккуестеном.. Братство испытало серьёзные проблемы в связи с обнаружением золота на Клондайке. Хотя новости и слухи распространялись быстро, некоторые пытались утаить информацию. Первым проявлением стала группа Кармака, которая не рассказала о добыче Хендерсону, находившемуся в двух милях вверх по течению. После этого многие старатели старались занизить количество золота, чтобы отпугнуть от места других.
В разгаре золотой лихорадки многие дельцы пытались спекулировать земельными участками, выдавая их за золотоносные. В ход шли различные ухищрения. Томас Уотсон в своих мемуарах писал, что очень часто к отобранным образцам грунта подходил кто-то из людей продавца и сыпал туда золотой песок. Очень часто старатели заряжали золотой песок в патрон и стреляли в землю, а потом показывали этот участок наивному покупателю.

## Влияние золотой лихорадки

### Политические последствия

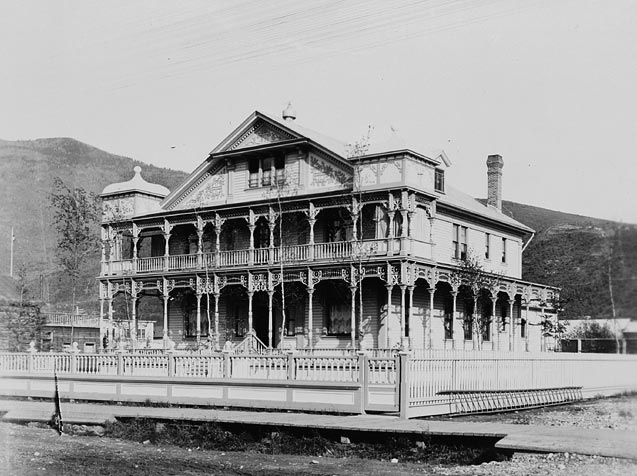
Резиденция комиссара Юкона в Доусоне

Определение Юкона в качестве отдельного округа в составе Северо-западных территорий произошло в 1895 году. Внутренние границы округа Юкон отличались от чётких границ южных округов по меридианам и следовали топографическим ориентирам, так как целью создания округа было установление закона в местах золотой лихорадки. Поэтому округ Юкон включал реку Юкон и все её притоки и водные маршруты, иными словами, всю территорию, на которой была возможна золотодобыча.
В 1898 году в самый разгар золотой лихорадки была образована независимая единица «Территория Юкон» в составе канадской конфедерации со столицей в Доусоне.

### Экономические последствия

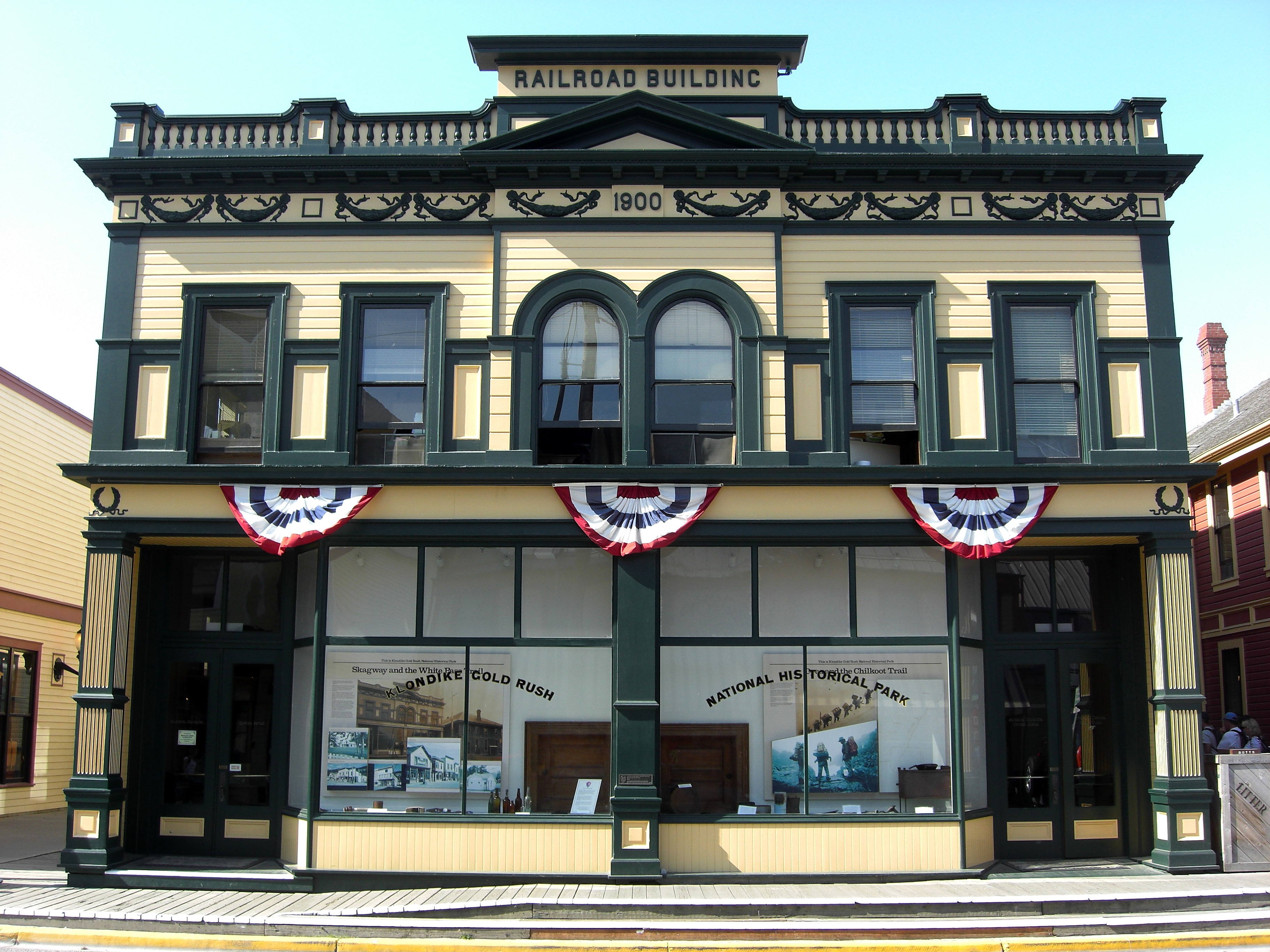
Здание железной дороги в Скагуэе, Аляска

Золотая лихорадка способствовала развитию инфраструктуры территории. Долгое время основными транспортными артериями региона была река Юкон и её притоки. На реке действовало около 10 пароходов, которые в основном строились в устье реки Юкон в Сент-Майкле. После того, как было обнаружено золото Клондайка, количество пароходов, их качество и размеры резко возросли. Многие пароходы шли к Доусону из Сент-Майкла, но некоторые и от озера Беннет.
В 1900 году железнодорожная компания White Pass & Yukon Route основала город Клоузлейт (позже ставший Уайтхорсом) и соединила его с Скагуэем на Аляске. Через два года между Уайтхорсом и Доусоном была проложена зимняя трасса.

### Участие коренных народов

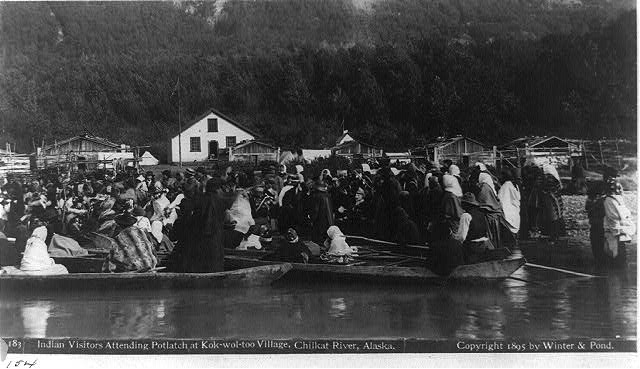
Церемония потлач на реке Чилкут, начало XX века

Несмотря на то, что индейцы Юкона в основном не занимались золотодобычей, золотая лихорадка на Клондайке повлияла на их образ жизни, места обитания и основные занятия. Основные изменения произошли с индейцами племён тлинкит и хан.
Тлинкиты, которые жили в окрестностях перевала Чилкут и поначалу никого не пускали через него, быстро обнаружили, что могут получать выгоду, пакуя продовольствие для многочисленных старателей. В частности, этим поначалу занимался Джим Скукум. Первое время стоимость упаковки составляла 5 центов за фунт, но в 1896 году выросла до 16.

### Влияние на культуру

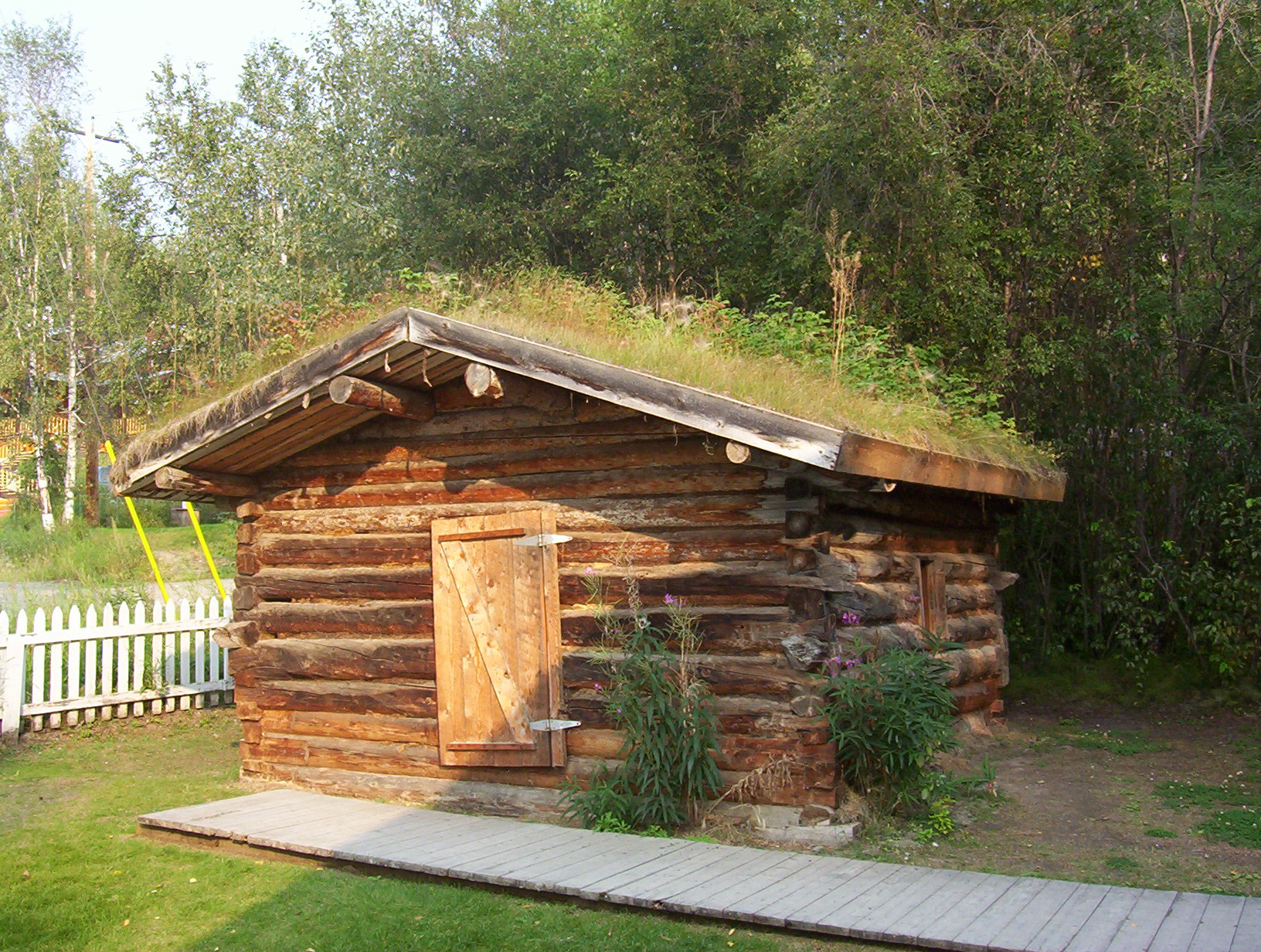
Копия хижины Джека Лондона в Доусоне

События золотой лихорадки в Клондайке быстро вошли в культуру Северной Америки, запечатлевшись в стихах, рассказах, фотографиях и рекламных кампаниях спустя долгое время после окончания лихорадки. На Юконе День открытия отмечается в третий понедельник августа как праздник, а события золотой лихорадки продвигаются региональной туристической отраслью. События золотой лихорадки в то время часто преувеличивались, и современные работы на эту тему также часто фокусируются на самых драматических и захватывающих событиях лихорадки, не всегда точно. Историк Кен Коутс описывает золотую лихорадку как «устойчивый, гибкий миф», который продолжает очаровывать и привлекать.
В 1897 году на Аляску отправился молодой Джек Лондон. Он добрался до Клондайка по самому сложному маршруту, перевалу Чилкут, и провёл там зиму. Лондон собирал материалы для своих будущих произведений — «Белый Клык», «Зов предков», «Смок Беллью», «Время-не-ждёт», «Тысяча дюжин» и многих других. По некоторым из этих произведений сняты фильмы («Время-не-ждёт», «Смок и Малыш», «Белый Клык» (экранизация 1946, 1974, 1991 года), «Белый Клык 2: Легенда о белом волке» (вторая часть ленты 1991 года). В Доусоне установлена копия хижины, в которой Джек Лондон провёл зиму. Такая же копия установлена в Сиэтле.
Жюль Верн в романе «Золотой вулкан» описывает окрестности Клондайка, охваченные золотой лихорадкой.
В 1925 году вышла приключенческая кинокомедия «Золотая лихорадка» Чарли Чаплина.
В дебютном альбоме Skills in Pills проекта Lindemann есть песня Yukon, описывающая реку и золотую лихорадку в целом.

#### В кино
- Фильм «Золотая лихорадка» (США, 1925) — режиссёр Чарли Чаплин, в главных ролях Чарли Чаплин, Джорджия Хэйл, Том Мюррей, Мак Суэйн.
- Фильм «По закону» (СССР, 1926) — режиссёр Лев Кулешов, в главных ролях Сергей Комаров, Александра Хохлова, Владимир Фогель, Порфирий Подобед.
- Фильм «Поход 98-го года» (США, 1928) — режиссёр Кларенс Браун, в главных ролях Долорес дель Рио, Ральф Форбс, Карл Дэйн, Гарри Кэри.
- Фильм «Зов предков» (США, 1935) — режиссёр Уильям Уэллман, в главных ролях Кларк Гейбл, Лоретта Янг, Джек Оуки, Реджинальд Оуэн.
- Фильм «Энни с Клондайка» (США, 1936) — режиссёр Рауль Уолш, в главных ролях Мэй Уэст, Виктор Маклахлен, Филипп Рид, Гарольд Хубер.
- Фильм «Негодяи» (США, 1942) — режиссёр Рэй Энрайт, в главных ролях Рэндольф Скотт, Джон Уэйн, Марлен Дитрих, Гарри Кэри.
- Фильм «Красавица Юкона» (США, 1944) — режиссёр Уильям А. Сайтер, в главных ролях Рэндольф Скотт, Джипси Роуз Ли, Боб Барнс, Уильям Маршалл.
- Фильм «Дорога в Утопию» (США, 1946) — режиссёр Хэл Уолкер, в главных ролях Бинг Кросби, Боб Хоуп, Дороти Ламур, Хиллари Брук.
- Фильм «Далёкий край» (США, 1954) — режиссёр Энтони Манн, в главных ролях Джеймс Стюарт, Рут Роман, Коринн Кальве, Джон Макинтайр.
- Фильм «К северу от Аляски» (США, 1960) — режиссёр Генри Хэтэуэй, в главных ролях Джон Уэйн, Стюарт Грейнджер, Эрни Ковач, Мики Шонесси.
- Мини-сериал «Клондайк» (США, 1960—1961) — режиссёры Уильям Конрад, Сэм Пекинпа, Эллиотт Льюис, в главных ролях Ральф Тэгер, Джеймс Коберн, Мари Бланчард, Джои Лэнсинг.
- Фильм «Зов предков» (Великобритания, Франция, ФРГ, Италия, 1972) — режиссёр Кен Эннакин, в главных ролях Чарлтон Хестон, Мишель Мерсье, Рик Батталья, Раймонд Хармсторф.
- Фильм «Вой чёрных волков» (ФРГ, 1972) — режиссёр Харальд Райнль, в главных ролях Рон Эли, Раймонд Хармсторф, Гила фон Вайтерсхаузен, Артур Браусс.
- Фильм «Кит и компания» (ГДР, 1974) — режиссёр Конрад Петцольд, в главных ролях Дин Рид, Рольф Хоппе, Манфред Круг, Рената Блюме.
- Фильм «Вой волка» (Италия, Испания, 1975) — режиссёр Джанфранко Бальданелло, в главных ролях Джек Пэланс, Джоан Коллинз, Римо Де Анжелис, Фернандо Э. Ромеро.
- Мини-сериал «Смок и Малыш» (СССР, 1975) — режиссёр Раймондас Вабалас, в главных ролях Вениамин Смехов, Гедиминас Гирдвайнис, Витаутас Томкус, Антанас Шурна.
- Фильм «Клондайкская лихорадка» (Канада, 1980) — режиссёр Питер Картер, в главных ролях Джефф Ист, Род Стайгер, Энджи Дикинсон, Гордон Пинсент.
- Мини-сериал «Аляска Кид» (Россия-Польша-ФРГ, 1993) — режиссёр Джеймс Хилл, в главных ролях Майк Пиллоу, Донован Скотт, Александр Кузнецов, Владимир Сошальский.
- Фильм «Зов предков» (Канада, 1996) — режиссёр Питер Сватек, в главных ролях Рутгер Хауэр, Бронуэн Бут, Чарльз Эдвин Пауэлл, Ричард Дрейфус.
- Фильм «Северная звезда» (США, 1996) — режиссёр Нильс Гауп, в главных ролях Джеймс Каан, Кристофер Ламберт, Берт Янг, Кэтрин Маккормак.
- Фильм «Золотая лихорадка» (США, 1998) — режиссёр Джон Пауэр, в главных ролях Алисса Милано, Брюс Кэмпбелл, Стэн Кэхилл, Том Шолте.
- Мини-сериал «Зов предков» (США, 2000) — режиссёры Джеймс Хэд, Зейл Дэлен, в главных ролях Ник Манкузо, Шейн Майер, Рэйчел Хейуорд, Бен Кардинал.
- Телесериал «Расследование Мёрдока» (Канада, 2008—2012), эпизод «Мёрдок на Клондайке» — режиссёр Ларри Линд, в главных ролях Янник Биссон, Аарон Эшмор, Мэтт Кук.
- Реалити-сериал «Золотая лихорадка» (США, 2012—2021) — режиссёры Тим Далби, Гэвин Кэмпбелл и др., в главных ролях Тодд Хоффман, Джек Хоффман, Дэйв Турин.
- Мини-сериал «Клондайк» (США, 2014) — режиссёр Саймон Келлан Джонс, в главных ролях Ричард Мэдден, Эбби Корниш, Тим Рот, Сэм Шепард.
- Фильм «Зов предков» (США, 2020) — режиссёр Крис Сандерс, в главных ролях Харрисон Форд, Омар Си, Дэн Сивенс, Карен Гиллан.
- Песня  Yukon группы Lindemann.